# Henry County, Iowa
Henry County är ett administrativt område i delstaten Iowa, USA, med 20 145 invånare. Den administrativa huvudorten (county seat) är Mount Pleasant.

## Geografi
Enligt United States Census Bureau har countyt en total area på 1 131 km². 1 125 km² av den arean är land och 6 km² är vatten.

### Angränsande countyn
- Washington County - nord
- Louisa County - nordost
- Des Moines County - öst
- Lee County - syd
- Van Buren County - sydväst
- Jefferson County - väst

### Orter
- Hillsboro
- Mount Pleasant (huvudort)
- New London
- Olds
- Salem
- Wayland
- Westwood
- Winfield